# Буроногая мозаичнохвостая крыса
Рифовая мозаичнохвостая крыса (Melomys cervinipes) — один из крупнейших представителей рода мозаичнохвостых крыс семейства мышиных, обитающий в Австралии. 
Мех от коричневатого до красноватого цвета, брюхо белое. Длина тела 9—17 см, хвост длиной от 11 до 17 сантиметров, снабжен мелкими чешуйками, которые расположены в виде мозаики. Тело коренастое, уши близко посажены.
Ареал вида охватывает тропические леса Австралии Квинсленда и Нового Южного Уэльса. Животные часто держатся вблизи небольших водоёмов.
Ведут древесный образ жизни, отдыхая чаще в гнезде, которое они строят из травы и листьев на панданусах. Их рацион состоит в основном из семян и плодов.
Период размножения начинается во время сезона дождей, в основном, с ноября по апрель. Самка рождает до 4 детёнышей.